# 切维·切斯
切维·切斯（英語：Cornelius Crane "Chevy" Chase；1943年10月8日—）是美國的一位喜劇演員、演員和作家。他是著名綜藝節目《週末夜現場》的固定成員之一。